# Кастеллуччо-Інферіоре
Кастеллуччо-Інферйоре (італ. Castelluccio Inferiore) — муніципалітет в Італії, у регіоні Базиліката, провінція Потенца.
Кастеллуччо-Інферйоре розташоване на відстані близько 370 км на південний схід від Рима, 75 км на південь від Потенци.
Населення — 2166 осіб (2014).
Щорічний фестиваль відбувається 6 грудня. Покровитель — святий Миколай di Mira.

## Демографія
Населення за роками:

Станом на 1 січня 2023 року в муніципалітеті офіційно проживало 58 іноземців з 8 країн, серед них 38 громадян країн Євросоюзу та 7 громадян України.

## Сусідні муніципалітети
- Кастеллуччо-Суперйоре
- Лаурія
- Лаїно-Борго
- Латроніко
- Віджанелло